# Henri Oedenkoven

Henri Oedenkoven und seine Geliebte Ida Hofmann (1903)

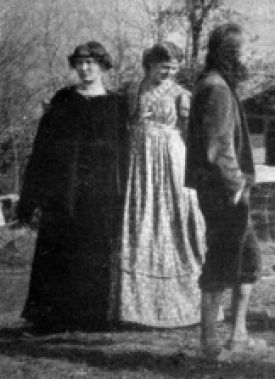
Ida Hofmann-Oedenkoven, Lotte Hattemer, Henri Oedenkoven im Winter 1902/1903

Henri Oedenkoven (* 1875 in Antwerpen; † 1935 in São Paulo) war ein Mitbegründer des alternativen Siedlungsprojektes Monte Verità in Ascona.

## Leben
Henri Oedenkoven war der Sohn eines begüterten Industriellen, Louis Oedenkoven, aus Antwerpen und von Beruf Kaufmann. Im Jahr 1899 lernte er während eines Aufenthaltes in der Naturheilanstalt von Arnold Rikli in Veldes die Pianistin Ida Hofmann kennen und lebte danach mit ihr in freier Ehe. Mit fünf anderen Personen gründeten sie im Jahr 1900 den „Monte Verità“ in Ascona, der vor allem mit Oedenkovens Familienvermögen zu einem vegetarischen Zentrum ausgebaut werden konnte. Der spirituell interessierte Oedenkoven verwaltete das Sanatorium. Ab 1914 nahm er an den Sitzungen des von Theodor Reuss gegründeten Ordo Templi Orientis teil. In den ersten Kriegsjahren lernte er seine spätere Ehefrau, die Engländerin Isabelle Adderley kennen, mit der er drei Kinder zusammen hatte. Im Jahr 1920 verließen er, seine Frau Isabella und Ida Hofmann den Monte Verità und versuchten in Spanien, später in Brasilien eine weitere vegetarische Kolonie aufzubauen, was aber wegen der schlechten klimatischen Bedingungen nach kurzer Zeit scheiterte.
Sein gleichnamiger Großvater Henri Oedenkoven (1823–1871) war Industrieller und Politiker. Er war auch der Onkel und Vormund von Georges Eekhoud.